# Asplenium quitense
Asplenium quitense är en svartbräkenväxtart som beskrevs av William Jackson Hooker. Asplenium quitense ingår i släktet Asplenium och familjen Aspleniaceae. Inga underarter finns listade.